# S-21: Машина смерти Красных кхмеров
S-21, машина смерти Красных кхмеров (фр. S-21, la machine de mort Khmère rouge) — камбоджийско-французский документальный фильм 2003 года режиссёра Ритхи Паня. Ритхи, сам переживший ужасы полпотовского режима, встречается с двумя выжившими узниками тюрьмы S-21 в музее геноцида Туольсленг в Пномпене.